# أورين غرانت هاتش
أورين غرانت هاتش (بالإنجليزية: Orrin Grant Hatch)‏ سياسي أمريكي جمهوري والرئيس المؤقت لمجلس الشيوخ الأمريكي، ورئيس اللجنة المالية بالمجلس منذ 2015 وعضو المجلس عن ولاية يوتا منذ العام 1977. شغل هاتش رئاسة اللجنة القضائية ولجنة العمل والموارد البشرية بالمجلس سابقاً.

## روابط خارجية
- أورين غرانت هاتش على موقع IMDb (الإنجليزية)
- أورين غرانت هاتش على موقع الموسوعة البريطانية (الإنجليزية)
- أورين غرانت هاتش على موقع ميوزك برينز (الإنجليزية)
- أورين غرانت هاتش على موقع إن إن دي بي (الإنجليزية)
- أورين غرانت هاتش على موقع ديسكوغز (الإنجليزية)
- أورين غرانت هاتش على موقع قاعدة بيانات الفيلم (الإنجليزية)